# Combera
Combera é um género botânico pertencente à família Solanaceae.

## Espécies
- Combera minima
- Combera paradoxa